# Piosenki... ballady...
Piosenki... ballady... – album Wojciecha Młynarskiego, wydany w 1992 roku na CD.

## Lista utworów
1. Taka piosenka, taka ballada (muz. Adam Skorupka)
2. Niedziela na Głównym (muz. Jacek Szczygieł)
3. W co się bawić (muz. Jerzy Wasowski)
4. Światowe życie (muz. Tadeusz Prejzner)
5. Polska miłość (muz. Wlodek Gulgowski)
6. Jesteśmy na wczasach (muz. Janusz Sent)
7. Bynajmniej (muz. Janusz Sent)
8. Przedostatni walc (muz. Janusz Sent)
9. Szajba (muz. Jerzy Wasowski)
10. Przyjdzie walec i wyrówna (muz. Jerzy Wasowski)
11. Po co babcię denerwować (muz. Franciszka Leszczyńska)
12. Ballada o dzikim zachodzie (muz. Piotr Figiel)
13. Podchodzą mnie takie numery (muz. Wojciech Młynarski)
14. Nie ma jak u mamy (muz.  Panajot Bojadżijew)
15. Rodzinny obiad (muz. Luigi Boccherini)
16. Daj des (muz. Janusz Sent)
17. Absolutnie (muz. Jerzy Derfel)
18. Ułańska fantazja (muz.  Maciej Małecki)